# 200 mètres masculin aux Jeux olympiques d'été de 1972 (athlétisme)
Navigation
Mexico 1968 Montréal 1976
L'épreuve du 200 mètres masculin aux Jeux olympiques de 1972 s'est déroulée les 3 et 4 septembre 1972 au Stade olympique de Munich, en République fédérale d'Allemagne. Elle a été remportée par le Soviétique Valeriy Borzov.

## Résultats

### Finale
| Rang               | Athlète            | Pays                 | Temps   | Record |
| ------------------ | ------------------ | -------------------- | ------- | ------ |
| Médaille d'or      | Valeri Borzov      | Union soviétique     | 20 s 00 | AR     |
| Médaille d'argent  | Larry Black        | États-Unis           | 20 s 19 |        |
| Médaille de bronze | Pietro Mennea      | Italie               | 20 s 30 |        |
| 4                  | Larry Burton       | États-Unis           | 20 s 37 |        |
| 5                  | Chuck Smith        | États-Unis           | 20 s 55 |        |
| 6                  | Siegfried Schenke  | Allemagne de l'Est   | 20 s 56 |        |
| 7                  | Martin Jellinghaus | Allemagne de l'Ouest | 20 s 65 |        |
| 8                  | Hans-Joachim Zenk  | Allemagne de l'Est   | 21 s 05 |        |

## Légende
Records et Performances
- AR : Record continental (area record)
- CR : Record des championnats (championship record)
- MR : Record du meeting (meet record)
- NR : Record national (national record)
- OR : Record olympique (olympic record)
- PR : Record paralympique (paralympic record)
- PB : Record personnel (personal best)
- SB : Meilleure performance personnelle de la saison (season's best)
- WL : Meilleure performance mondiale de l'année (world leader)
- WJR : Record du monde junior (world junior record)
- WR : Record du monde (world record)

Circonstances et Conditions
- DNF : N'a pas terminé (did not finish)
- DNS : N'a pas pris le départ (did not start)
- DQ : Disqualification (disqualification)
- NM : Aucun essai valable enregistré (No Mark)
- Q : Qualifié « directement » au prochain tour (ou à la prochaine compétition), lors d'une compétition majeure, grâce au classement ou à la réalisation des minima (automatic qualifier)
- q : Qualifié au prochain tour (ou à la prochaine compétition), lors d'une compétition majeure, grâce au repêchage ou à la réalisation de l'une des meilleures performances parmi celles des « non qualifiés directement » (grâce au meilleur temps ou à la meilleure distance par exemple) (secondary qualifier)